# Ресорпција кости
Ресорпција кости или остеолиза  је активна ресорпција коштаног матрикса од стране остеокласта и може се тумачити као обрнути процес од окоштавања. Иако су остеокласти активни током природног формирања здраве кости, термин "остеолиза" се посебно односи на патолошки процес, који се јавља у близини протезе (која изазива или имунолошки одговор или промене у структурном оптерећењу кости), када је едан од најистакнутијих разлога ревизионих операција код тоталне артропластике зглоба. Остеолиза може бити узрокована и патологијама као што су тумори костију, цисте или хронична упала.
Овај биолошки феномен индукују честице хабања и производи корозије који стимулишу инфламаторни биолошки одговор околних ткива. Коначни одговори остеолизе су активација макрофага што доводи до ресорпције кости и отказивања протезе. Различити фактори су укључени у иницирање остеолизе од биолошких проблема, дизајна, спецификација материјала и модела протезе до здравственог стања пацијента. Ипак, фактори који доводе до остеолизе се понекад могу спречити. Промене у дизајну имплантата и производњи полиетилена настоје да побољшају укупно хабање. 
Остеолиза је клинички асимптоматска и може се дијагностиковати и анализирати током контролних сесија помоћу различитих модалитета и метода снимања, као што су серијска радиографија, компјутеризована томографија (КТ), магнетна резонантна томографија (МРТ) и методе засноване на обради слике, посебно уз коришћење алгоритама вештачке неуронске мреже.  
Остеолиза се може лечити хируршки методама или нехируршки лековима. Међутим, ревизијске операције су једино решење за прогресивну остеолизу.

## Биолошки механизми остеолизе
Остеолиза је активан биолошки одговор на;
- честице хабања,[1]
- примарне туморе костију,[2]
- метастатске болести.[3]

Овај феномен који је ћелијски посредован биолошки је процес који доводи до губитка коштане масе као директне реакције на стимулацију макрофага биолошки активним честицама. Примећено је да је механичко хабање зглобне површине која ослобађа остатке хабања одговорно за започињање овог процеса. Овај кључни дебрис се фагоцитира, што активира остеокласте и макрофаге и резултује ресорпцијом костију.
Ћелије које су углавном укључене у стварање одговора на честице настале хабањем су:
- фибробласти,
- лимфоцити,
- макрофаги,
- остеокласти,
- остеобласти,
- џиновске ћелије страног тела.

Главни ћелијски медијатор остеолизе су макрофаги који појединачно учествују у ресорпцији костију трансформацијом у остеокласте што доводи до много брже ресорпције. Ове ћелије луче различите цитокине и присутне су у псеудомембрани. Међу њима, најважније ћелијски медијатори су:
- интерлеукин 6,
- интерлеукин 1 α,
- интерлеукин 1 β,
- ТНФ-α,
- простагландин Е2,
- РАНКЛ,
- желатиназа,
- колагеназа.

Генерално, можемо разликовати нуспроизводе који нису повезани са хабањем и који су повезани са хабањем. У свакој фази, честице хабања се ослобађају са површине мекшег материјала абразијом и пријањањем површине лежаја.Током трајања услуге, познато је да све артропластике доњих екстремитета стварају честице хабања. На основу биотриболошких експеримената, материјали који су тврди слични керамици који стварају нановеличине хабајуће честице могу изазвати упалу. Такође је примећено да остаци коштаног цемента и метални остаци имају везе са преосетљивошћу и упалом. Ипак, постоје ограничени докази о утицају димензије протетских честица, површинског набоја, облика и капацитета остеокласта. Експериментални докази такође показују да ерозивна ресорпција кости може изазвати инфекцију протетског зглоба ако се не дијагностикује и не лечи рано.
Такође је познато да локални хидродинамички фактори могу допринети остеолизи. Сматра се да локални градијенти притиска течности око имплантата стварају механизам за честице да транспортују и потискују течност и да окружују кост. Веома високи интраартикуларни притисци, узроковани притиском течности, промене током кретања могу довести до смрти остеоцита и последично индуковати ресорпцију костију остеокласта.
Коначно, такође се примећује да врста металних остатака има дубоке последице на степен остеолизе. Титанијум има већи деструктивни стимулативни утицај него кобалт-хром (КоХр). Рана смрт макрофага узрокована честицама (КоХр) смањује инфламаторне медијаторе, што доводи до остеолизе. С друге стране, остаци титанијума су мање токсични за макрофаге, што изазива горње нивое инфламаторне медијације. Поред тога, експерименти су показали да ће средња димензија честица мања од 1,7 ± 0,7 ум честица хабања повећати стопу остеолизе након ТХА.

## Врсте остеолизе
Остеолизе се могу разврстати у неколико категорија:
Дистална клавикуларна остеолиза
Дистална клавикуларна остеолиза,  позната и као остеолиза рамена, остеолиза АК зглоба или „раме дизача тегова“ – утиче на акромиоклавикуларни зглоб (АК зглоб), на врху рамена. Ово прогресивно стање које уништава коштано ткиво у кључној кости локализовано је у АК зглобу где се акромион - део лопатице (скапуле) сусреће са кључном кости (клавикула) на свом дисталном (спољном) крају. АК зглоб је повезан са акромиоклавикуларним лигаментом који нам омогућава да подигнемо руку изнад нивоа главе. Када код неких људи, дистални крај клавикуле у АК зглобу почне да губи калцијум, омекшава и еродира настаје процес означен као дистална клавикуларна остеолиза. 
Остеолиза АК зглоба је најчешћа међу дизачима тегова и другим спортистима који раде значајан тренинг са теговима. Такође се може јавии и код људе који често подижу тешке предмете изнад главе (као што су радници у грађевинарству или фабрици) или код других особа које на  нјеки други начин врше притисак на раме понављајућим покретима изнад главе (као што су тенисери , играчи сквоша, такмичари у пливању итд.).
Перипростетска остеолиза
Перипростетска остеолиза, која погађа неке људе може се јавити као компликација операције замене зглоба . Већина пацијената се опоравља од операције замене зглобова без компликација. Али повремено се полиетилен или други материјали у имплантату зглоба могу истрошити. Када се то догоди, остаци се могу акумулирати у околном зглобном ткиву. Ово, заузврат, изазива упалу која може довести до дегенерације кости.
Код људи који су имали замену кука, колена или других зглобова, кључни знак перипростетске остеолизе је асептично попуштање зглобне протезе (односно, попуштање имплантата без икаквих индикација инфекције).
Ово стање често не изазива никакве симптоме до веома касно, након што је дошло до великог губитка костију. Из тог разлога, пацијенти са заменом зглоба треба да имају периодичне контролне рендгенске снимке зглоба. Када се појаве, симптоми остеолизе око зглобне протезе су генерално повезани са отпуштањем имплантата
Акроостеолиза
Акроостеолиза  (ретка), у којој кост у дисталним фалангама (прстима или прстима) шаке или стопала еродира и дегенерисана. Остеолиза може бити узрокована основним инфламаторним стањем (инфекције, генетске поремећаје и проблеме са ендокриним системом). Акроостеолиза се често виђа код пацијената који имају одређена основна реуматска и инфламаторна стања, укључујући:
- дерматомиозитис
- јувенилни идиопатски артритис
- псоријатични артритис
- Рејноов феномен
- склеродерма

Акроостеолиза се такође јавља код људи који су:
- често употребљавали вибрационе електричне алате (као што су пнеуматске бушилице)
- био изложен винилхлориду
- имали повишен ниво паратироидног хормона

Остеолиза изазвана тумором костију, цистом или хроничном упалом

### Истраживања
Иако су спроведена многа истраживања о овом феномену, обично се пријављује само инциденца. У ствари, за класификацију остеолизе, мери се запремина лезије. Ово се спроводи мерењем површине остеолитичких региона на бочним и антеропостериорним рендгенским снимцима. У неким случајевима се користи само један поглед. На обичном рендгенском снимку, обично се лезије фемура могу лако видети, док то није случај за лезије ацетабулума. Ревизијске операције су показале да су лезије иза ацетабулума веће од димензија које се очекују на преоперативним радиографијама.
Не доводе све остеолитичке лезије (омекшани део пацијентове кости) до отказа иако се сматрају неповољним медицинским проблемом и предиктивним фактором за касније штетне последице. Постоје неке остеолитичке лезије које су стабилне и не шире се, док постоје друге које имају карактеристике попут балона и могу да се шире и пропагирају.
Остеолитичке лезије могу бити дифузне или локализоване. Дифузна лезија може напредовати дуж интерфејса или бити стабилна. 
У зависности од локације, прогноза лезије може варирати. Иако лезије иза ацетабуларне компоненте можда неће напредовати, оне су природно експанзивне на овој локацији.
Сматра се да цементни и бесцементни имплантати доводе до различитих биолошких процеса. Код цементираних ацетабуларних компоненти постоји тенденција да се покаже образац остеолизе који доводи до губитка имплантата, док компоненте без цемента више показују експанзивне локализоване лезије при чему чашица имплантата остаје стабилна. Поред тога, иако лабављење компоненте имплантата може претходити напредовању експанзивне лезије, то се ређе дешава.

## Дијагноза
Најпопуларнији метод детекције обима остеолитичких лезија је компјутерска томографија (КТ) док је најосетљивија метода магнетна резонанца (МРТ). 
Студије су показале да је осетљивост компјутерске томографије и обичне радиографије у детекцији остеолизе 74,7% и 51,7%, што је респективно, док је одговарајућа цифра за МРТ 95,4%. Штавише, захваљујући МРТ снимцима, није могуће само открити интракапсуларну синовијалну болест много пре видљивог губитка кости, већ и открити грануломатозно ткиво узроковано остацима хабања, што је заправо заслуга овог томографског модалитета.
Насупрот томе, тешко је идентификовати остеолитичке лезије на обични радиографским снимцима из два разлога. 
- Прво, визуелизација спужвасте кости поред протезе може бити блокирана тибијалном и феморалним компонентама.
- Друго, пре него што се открију било какве промене у количини скелетног калцијума на радиографским снимцима, 50% њих је нормално изгубљено.[24]

У последње време, захваљујући напретку у вештачким неуронским мрежама, ортопеди и медицинска струка широко користе алгоритме дубоког учења уз помоћ биомедицинских истраживања за откривање разних тумора и прелома костију, анализу протетских покрета, итд. Компјутерске студије су спроведене посебно на тему остеолизе јер постоје веома ограничени јавни скупови података за ову тему, због стриктне сличности између анатомских региона од интереса, својстава ткива, биолошког понашања, детекције и аналитичких модалитета, већина ове методе су применљиве за анализу и детекцију остеолизе.
Пратећи најновије и најсавременије потенцијалне компјутерске методе од полуаутоматских до аутоматских метода, укратко се разматрају софтвери и алгоритми који се могу користити као помоћ медицинској струци у анализи остеолитичких лезија.

## Терапија
Постоје бројне нехируршке терапијске интервенције за лечење остеолитичке лезије, али оне и даље захтевају клиничко одобрење да би се верификовале. Неки од њих су већ прошли ограничене клиничке процене. Ипак, мора се утврдити да прогресивна остеолиза која је резултат хабања није само биолошки процес, већ је повезана и са модуларним интерфејсима, проблемима са материјалом или кваром површине лежаја. У том погледу, тренутно не постоје докази који би доказали да нехируршке методе лечења могу клинички да лече остеолизу осим одлагања процеса. Иако тренутне промене у дизајну имплантата могу позитивно утицати на смањење честица хабања и развој остеолизе, само време ће доказатин колико је то корисно (иако постоје јаки резултати истраживања који подржавају ово питање). 